# Se mi chiami mollo tutto... però chiamami
Se mi chiami mollo tutto... però chiamami (Si tú me dices ven lo dejo todo... pero dime ven) è un romanzo dello scrittore spagnolo Albert Espinosa. La prima edizione in lingua originale è del 2011, mentre la prima edizione in italiano è del 2012.

## Trama
Dani vive in Spagna e si guadagna da vivere rintracciando bambini e adolescenti scomparsi. Un giorno riceve un'importante telefonata di lavoro: dovrà recarsi sull'isola di Capri a cercare un ragazzo rapito. Per Dani, che è da poco stato lasciato dalla fidanzata, Capri è un luogo speciale: era infatti già stato su quell'isola in passato, e vi aveva conosciuto una persona molto importante per la sua vita.
Giunto a Capri, Dani fa la conoscenza del padre del ragazzo rapito: è un giudice che tempo addietro aveva condannato un uomo al carcere con l'accusa di pederastia. Quest'ultimo, scontata la pena, ha rapito suo figlio e ora chiede come riscatto per liberare l'ostaggio le scuse pubbliche da parte del giudice stesso, reo - a suo dire - di averlo ingiustamente condannato. Dani rintraccia il ragazzo, che anni prima aveva accusato di violenza il rapitore, e scopre la verità: quelle accuse erano tutte una menzogna, per cui il condannato era davvero finito in carcere ingiustamente. A questo punto il giudice può scusarsi e il rapitore può riconsegnare l'ostaggio. 
Svolto il suo compito, Dani riprende a soffrire per la fidanzata, che lo ha abbandonato perché lui non voleva avere un figlio. La liberazione dell'ostaggio ha però smosso qualcosa in Dani, che si convince finalmente a diventare padre: preso in mano il cellulare telefona alla fidanzata affinché lo raggiunga a Capri.

## Edizioni
- Albert Espinosa, Se mi chiami mollo tutto... però chiamami, traduzione di Patrizia Spinato, Salani, 2012,  p. 188, ISBN 978-88-6256-818-0.